# Nicola Pietrangeli
Nicola Chirinsky Pietrangeli (Tunisi, 11 settembre 1933) è un ex tennista italiano.
Considerato uno dei tennisti italiani migliori di sempre, è stato n. 3 del mondo in singolare nel triennio 1959-1961, secondo le classifiche relative ai tennisti non professionisti, allora redatte ogni fine anno dai giornalisti Lance Tingay e Ned Potter.
Vincitore in singolare di due edizioni consecutive di una prova del Grande Slam (Roland Garros 1959 e 1960). Vanta inoltre tre edizioni del torneo di Monte Carlo (di cui due consecutive) e due titoli agli Internazionali d'Italia. Quattro volte finalista a Parigi, Roma e Monte Carlo, e due volte in Coppa Davis, è stato semifinalista a Wimbledon, e ha disputato i quarti di finale agli Australian Championships. Il database di Tennis Archives riporta 48 tornei internazionali da lui vinti in singolare.
Detiene il primato mondiale di incontri disputati e vinti in Coppa Davis, con 164 presenze complessive (110 in singolare e 54 in doppio) e 120 vittorie (78 in singolare e 42 in doppio).
Con Orlando Sirola formò il doppio maschile italiano più vincente della storia, trionfatore al Roland Garros e finalista sia a Wimbledon sia, due volte, in Coppa Davis. Pietrangeli vanta anche una vittoria nel torneo di doppio misto del Roland Garros del 1958, in coppia con Shirley Bloomer.
Ai IV Giochi del Mediterraneo di Napoli conquistò la medaglia d'oro in singolare e la medaglia di bronzo in doppio insieme a Sirola. Si aggiudicò inoltre la medaglia di bronzo in singolare nel torneo di esibizione delle Olimpiadi di Guadalajara del 1968.
Detiene il record di titoli italiani assoluti conquistati in campo maschile, ovvero 22 di cui 7 in singolare.
È il solo tennista italiano introdotto nella International Tennis Hall of Fame.

## Biografia

### Ambiente familiare e primi passi
Nicola Pietrangeli è di madrelingua francese e russa. Imparò l'italiano soltanto una volta trasferitosi in Italia. Parla fluentemente l'inglese e lo spagnolo ed è di religione cristiano-ortodossa, come lo era la madre, russa di nascita. Nato a Tunisi, allora protettorato francese, dove il padre Giulio, imprenditore di origini abruzzesi e napoletane e tennista dilettante, conobbe e sposò la profuga Anna De Yourgaince, di padre danese e madre russa.
Negli anni della Seconda guerra mondiale, la casa tunisina della famiglia Pietrangeli fu rasa al suolo da un bombardamento: il piccolo Nicola si salvò per puro caso. Con l'occupazione alleata della Tunisia, il padre di Pietrangeli fu internato in un campo di prigionia: proprio lì Nicola, in coppia col genitore, disputò il suo primo torneo di tennis. I Pietrangeli furono poi espulsi dalla Tunisia e si stabilirono a Roma. Successivamente, Nicola scelse la cittadinanza italiana, invece di quella francese o tunisina. Ebbe anche una breve carriera calcistica, militando nelle squadre giovanili della S.S. Lazio. Dopo la cessione in prestito alla Viterbese, Pietrangeli optò definitivamente per il tennis.

### Vita extrasportiva
Pietrangeli è stato sposato con l'indossatrice Susanna Artero, dalla quale ha avuto tre figli: Marco, Giorgio (deceduto nel 2025) e Filippo. Dopo la separazione ha avuto una relazione, dal 1987 al 1994, con la conduttrice televisiva Licia Colò. È residente a Monte Carlo. Nel 1996 Nicola Pietrangeli ha subito un intervento chirurgico per l'asportazione di un tumore benigno al colon.
Dopo il ritiro, Pietrangeli ha curato per alcuni anni le relazioni esterne della Lancia e della Intersomer, una società di Mediobanca. Lavorò anche come consulente di Martini & Rossi e del pastificio De Cecco . Nel 1976-77 ha condotto la Domenica Sportiva con Adriano De Zan e ha partecipato come concorrente nella 7ª edizione di Tú sí que vales. Ha recitato come attore nel film La donna giusta (1982) e in C'era un castello con 40 cani (1990). Ha anche recitato nella parte di sé stesso nell'episodio Occhio per occhio della serie televisiva Distretto di Polizia 5 (2005) e ha fatto parte del cast di Una squadra, film/documentario di Domenico Procacci (2022) sulla vittoria dell'Italia nella Coppa Davis 1976.

## Carriera

### 1952-1954: prime apparizioni, esordi negli Slam e in Coppa Davis
Fa la sua prima apparizione agli Internazionali d'Italia nel 1952, a diciotto anni, perdendo al primo turno. L'anno successivo raggiunge la sua prima finale in carriera, al torneo Country Club di Monte Carlo.
Nel 1954 vince la Macumber Cup di Monte Carlo, torneo riservato agli under 23, e successivamente fa il suo esordio al Roland Garros dove vince i suoi primi incontri e raggiunge i sedicesimi di finale, sconfitto al quinto set da Budge Patty. A Wimbledon perde al secondo turno sia nel singolare che nei tornei di doppio e doppio misto. Esordisce in Coppa Davis nel match vinto dall'Italia sulla Spagna, battendo Carlos Ferrer, mentre nei quarti di finale contro la Svezia, perde entrambi gli incontri di singolare. Si aggiudica il primo dei suoi 22 titoli ai Campionati italiani assoluti, in doppio, in coppia con Giorgio Fachini, mentre in Coppa del Re debutta per la prima volta con Orlando Sirola.

### 1955-1956: primi titoli senior, quarti a Wimbledon e a Parigi, top 10
Alla sua terza partecipazione, vince i suoi primi incontri agli Internazionali d'Italia, dove raggiunge il terzo turno in singolare e la finale in doppio in coppia con Orlando Sirola, perdendo contro Arthur Larsen ed Enrique Morea in quattro set. A Wiesbaden, sconfiggendo in finale Sirola, vince il suo primo titolo senior e, sempre in coppia con Sirola, esordisce vittoriosamente in doppio in Coppa Davis contro la Germania. In singolare, al Roland Garros, perde al terzo turno, mentre in doppio, la coppia Pietrangeli / Sirola giunge nuovamente in finale cedendo al quarto set ai campioni uscenti Trabert e Seixas. A Wimbledon raggiunge i quarti di finale, dove viene sconfitto in 5 set dal danese Kurt Nielsen, in singolare e il terzo turno sia in doppio che in doppio misto (in coppia con Nicla Migliori). In Coppa Davis, vince i due singolari e il doppio sia nei quarti di finale contro la Danimarca sia in semifinale contro la Gran Bretagna. Nella finale europea vince il doppio con Sirola. Nella finale interzone contro l'Australia, in agosto a Filadelfia, viene sconfitto sia in singolare che in doppio. Partecipa agli Internazionali degli Stati Uniti, uscendo al terzo turno; ai Campionati italiani assoluti vince il titolo di doppio con Orlando Sirola e a fine stagione conquista il torneo di Messina, battendo il campione d'Italia Fausto Gardini.
Inizia la stagione 1956 aggiudicandosi nuovamente la Macumber Cup di Monte Carlo. Raggiunge nuovamente la finale di doppio con Sirola agli Internazionali d'Italia, mentre al Roland Garros, in singolare si arrende ai quarti di finale al futuro vincitore del torneo Lew Hoad. A Wimbledon, in singolare, è eliminato agli ottavi di finale, mentre in doppio, la coppia Pietrangeli / Sirola raggiunge la finale. In agosto, si aggiudica i tornei di Viareggio e Ortisei, sconfiggendo in entrambe le occasioni Giuseppe Merlo, mentre ai Campionati assoluti verrà sconfitto proprio da Merlo, in cinque set. Conferma, il titolo di doppio con Orlando Sirola. In Coppa Davis ottiene due vittorie in singolare e una in doppio sia contro la Polonia che contro contro la Danimarca. In semifinale, a Parigi contro la Francia, perde un incontro in singolare con Pierre Darmon, si aggiudica con Sirola il doppio, e conquista il punto della vittoria in singolare contro Paul Remy. Nella finale europea vince tutte le partite sia in singolare che in doppio, mentre nella semifinale interzone contro gli Stati Uniti, l'Italia esce sconfitta, ottenendo una sola vittoria in singolare (di Pietrangeli, ininfluente, dopo le precedenti sconfitte sia in singolare che in doppio).  Chiude la stagione perdendo la finale degli Internazionali di Rio de Janeiro e venendo inserito, da Lance Tingay, al numero 10 (a pari merito con Budge Patty), nella classifiche di fine anno.

### 1957-1958: vittorie agli Internazionali d'Italia e agli Assoluti, primo Roland Garros in doppio misto
In Australia, raggiunge la finale al Northern Suburbs di Sydney. Successivamente, tornato in Europa, partecipa agli Internazionali d'Italia, dove sconfigge all'atto conclusivo Giuseppe Merlo e diventa il quarto tennista del proprio paese a conquistare il più prestigioso torneo disputato in Italia. Inoltre, con Sirola, giunge per la terza volta consecutiva in finale di doppio. Raggiunge nuovamente le finali ai tornei di Venezia e Viareggio, venendo sconfitto rispettivamente da Merlo e Sirola. Viene nuovamente battuto da Sirola in semifinale agli Assoluti, con cui però vince il quarto titolo di doppio. A livello slam, partecipa per la prima e unica volta in carriera agli Internazionali d'Australia e raggiunge i quarti di finale, mentre al Roland Garros e a Wimbledon è sconfitto al primo turno. Sull'erba dello slam londinese raggiunge con Sirola le semifinali in doppio. In Coppa Davis, dopo le vittorie in singolare e in doppio contro Paesi Bassi e Polonia, nella finale europea contro il Belgio batte Jacques Brichant e, in doppio, Brichant-Washerè, prima di perdere il punto decisivo contro Philippe Washer, in cinque set. A fine anno sale al nono posto nella classifica di Lance Tingay.
Al Torneo del Cairo del 1958, Pietrangeli viene sconfitto in finale da Merlo, mentre agli Internazionali di Sicilia si aggiudica il torneo battendo in finale Mervyn Rose. Agli Internazionali d'Italia, dov'è campione in carica, raggiunge la finale, stabilendo il primato italiano di 10 vittorie consecutive condiviso con Giovanni Palmieri, prima di arrendersi in finale a Mervyn Rose in cinque set. Al Roland Garros cede negli ottavi di finale a Luis Ayala, mentre si aggiudica il titolo del doppio misto in coppia con Shirley Bloomer. Agli Internazionali di Cecoslovacchia, dopo aver battuto István Gulyás, perde in finale dal messicano Mario Llamas. Cede agli ottavi anche a Wimbledon, mentre in doppio la coppia Pietrangeli / Sirola raggiunge nuovamente le semifinali. In Coppa Davis, l'Italia supera l'India per 3-2, 5-0 la Danimarca nei quarti di finale e quindi la Polonia in semifinale. Nella finale europea, contro la Gran Bretagna e disputata in Italia, Pietrangeli inizia perdendo, vince l'incontro di doppio e ottiene il punto della vittoria battendo Billy Knight in quattro set. Dopo la vittoria in semifinale interzone contro le Filippine, l'Italia viene sconfitta per 5-0 contro gli Stati Uniti. Vince per la prima volta gli Assoluti in singolare, battendo in finale Sirola, col quale vincerà anche il torneo di doppio. A fine anno è classificato al settimo posto nella classifica di Lance Tingay. e all'ottavo in quella di Ned Potter, in entrambi i casi primo tra i tennisti europei.

### 1959: accoppiata singolare-doppio al Roland Garros, top 3
Inizia la stagione con una serie di finali contro Giuseppe Merlo: vincendo gli Internazionali d'Egitto al Cairo e il torneo di Catania, perdendo ad Alessandria d'Egitto e a Reggio Calabria. Raggiunge la finale anche agli Internazionali di Sicilia, perdendo da Neale Fraser, e battendolo successivamente al Campionato Partenopeo, aggiudicandosi il torneo. Agli Internazionali d'Italia raggiunge la semifinale in singolare e la finale in doppio. 27 anni dopo Giorgio de Stefani, è il secondo italiano a raggiungere la finale in un torneo del Grande Slam: alla sesta partecipazione al Roland Garros, vince il torneo parigino battendo in finale Ian Vermaak e diventando il primo italiano a vincere uno slam. Trionfa anche in doppio in coppia con Sirola battendo in tre set la coppia n. 1 al mondo Emerson / Fraser. Dopo il trionfo parigino, perde in finale a Losanna dallo svedese Lundquist. A Wimbledon perde al primo turno da Butch Buchholz, mentre in doppio, la Pietrangeli / Sirola raggiunge la semifinale per il quarto anno consecutivo. Vince poi il torneo di Ischia e raggiunge la finale nel torneo di Lacco Ameno.
In Coppa Davis, l’Italia, grazie alle vittorie di Pietrangeli contro Belgio, Sudafrica e Francia, si qualifica alla finale europea contro la Spagna, che viene sconfitta per 4-1. Nella semifinale interzone, l’Australia avrà la meglio sull'Italia per 1-4. Agli Assoluti, Pietrangeli si riconferma campione sia in singolare che in doppio. La stagione termina con la vittoria del torneo di Casablanca. Lance Tingay lo classifica al terzo posto nella propria graduatoria dei tennisti non professionisti, e Ned Potter al quarto, davanti a tutti i tennisti europei.

### 1960: bis al Roland Garros, finale in Coppa Davis e semifinale a Wimbledon
Inizia la stagione vincendo a Oslo la Nyard Cup, grazie al successo in finale su Davidson. Perde la finale degli Internazionali di Germania indoor dal belga Brichant e si aggiudica il Torneo indoor di Helsinki. Vince il Torneo di Sanremo e gli Internazionali d'Egitto battendo in entrambe le occasioni Merlo in finale. Agli Internazionali d'Italia, in singolare, perde ai quarti di finale da Barry MacKay. In doppio, Pietrangeli e Sirola, giungono in finale contro Emerson / Fraser e, anche se a pari merito, si aggiudicano il trofeo. L’incontro, viene infatti sospeso sul punteggio di 3-6, 7-5, 2-6, 11-11 e non più ripreso. Al Roland Garros, bissa il successo dell’anno precedente, mentre a Wimbledon raggiunge le semifinali e perdendo al quinto contro Laver dopo aver condotto per 2 set a 1. In doppio, in coppia con Sirola, perde al secondo turno da Ralston e Osuna, futuri vincitori del torneo. Pietrangeli firma quindi con Jack Kramer il contratto per passare al professionismo, salvo poi cambiare idea, preferendo rimanere tra i dilettanti per poter disputare la Coppa Davis. Nel mese di agosto conquista gli Internazionali di Germania e, in Belgio, il Torneo Knokke Le Zoute. Si aggiudica anche i tornei di Amburgo e Le Zoute.
In Coppa Davis l'Italia supera 3-2 l’Ungheria a Budapest, grazie ai tre punti acquisiti da Pietrangeli. Stesso risultato e stesso punteggio nei quarti di finale contro il Cile, con Pietrangeli sconfitto da Ayala, ma vincitore dell'altro singolare e in doppio. Dopo il 4-1 in semifinale contro la Gran Bretagna (tre punti ottenuti da Pietrangeli), l'Italia si qualifica nuovamente alla finale della zona europea. In trasferta a Båstad, l’Italia vince per 3-2 contro la Svezia, con Pietrangeli che batte nel primo incontro Schmidt e contribuisce alla vittoria sul doppio Lundquist / Schmidt. La finale interzone si disputa sull’erba di Perth contro gli Stati Uniti. Dopo uno svantaggio di 2-0, l'Italia ribalta la sfida, aggiundicandosi i tre successivi incontri. Per la prima volta nella storia, l’Italia accede alla finale di Coppa Davis, contro l’Australia e dopo 23 finali consecutive tra Australia e Stati Uniti. A Sydney, l’Italia esce sconfitta 4-1, con l'unico punto italiano conquistato è quello di Pietrangeli contro Fraser. La stagione si conclude con una sconfitta in semifinale nel singolare ai Campionati assoluti e con la vittoria in doppio in coppia con Sirola. Tingay e Potter lo confermano rispettivamente al terzo e al quarto posto nelle proprie classifiche dei tennisti non professionisti e primo tra gli europei.

### 1961-1962: vittorie a Monte Carlo e Roma, terza finale al Roland Garros e seconda finale Davis
Inizia la stagione conquistando in Egitto gli Internazionali e il Torneo di Alessandria. Al torneo di Montecarlo, diventa il primo italiano ad alzare il trofeo nel Principato, battendo in finale Pierre Darmon in quattro set. A maggio, vince il Campionato Partenopeo di Napoli. A Torino, sede scelta per gli Internazionali d'Italia in occasione del centenario dell’Unità d'Italia, Pietrangeli, dopo aver precedentemente sconfitto Roy Emerson, raggiunge la finale dove incontra Rod Laver. Dopo aver perso il primo set, concede quattro game all'australiano e conquista per la seconda volta gli Internazionali d'Italia. In doppio, raggiunge la finale con Sirola, venendo sconfitto da Roy Emerson e Neale Fraser. Pietrangeli si presenta al Roland Garros con la testa di serie n. 1 e raggiunge la terza finale consecutiva a Parigi dove viene sconfitto in cinque set da Manuel Santana. Dopo aver vinto il torneo di Losanna, prende parte a Wimbledon dov'è sconfitto in singolare al terzo turno e all'esordio in doppio. Contribuisce al raggiungimento della seconda finale consecutiva in Coppa Davis: dopo aver battuto Belgio, Germania, Francia e Svezia nelle gare europee e gli Stati Uniti nella finale interzone, l'Italia affronta nuovamente l'Australia e viene sconfitta 5-0 nell'atto conclusivo. Agli Assoluti Pietrangeli viene sconfitto in finale sia in singolare che in doppio. Nel finale di stagione, vince i tornei di Santa Fé, Mendoza e San Paolo del Brasile. Scende al quarto posto, nella classifica di Lance Tingay e sale al terzo in quella di Ned Potter che lo pone ancora primo tra gli europei.
Il 1962 si apre con una sconfitta in due set contro Jan Lundquist, a Milano, nella finale della Snam Cup. Agli Internazionali d'Italia esce ai quarti di finale del singolare, identico risultato che conseguirà al Roland Garros. A Wimbledon perde al terzo turno in singolare e al secondo in doppio con Sirola. Vince la Coppa Ambrosoli a Como. In Coppa Davis, dopo le vittorie contro Unione Sovietica, Ungheria e Gran Bretagna, il cammino italiano si ferma alla finale europea contro la Svezia. Ai campionati assoluti è nuovamente sconfitto in finale, mentre torna alla vittoria in doppio con Sirola.

### 1963-1964: oro ai Giochi del Mediterraneo e quarta finale a Parigi
In apertura di stagione, Pietrangeli raggiunge e perde la finale degli Internazionali d'Egitto al Cairo. Con Sergio Tacchini raggiunge in doppio la finale al Torneo di Montecarlo. Torna a vincere un torneo a Sanremo, battendo in finale Jacques Brichant. Viene eliminato nei quarti di finale agli Internazionali d'Italia e al Roland Garros, mentre in Coppa Davis l'Italia viene sconfitta al primo turno dalla Spagna, perdendo 4-1 (con l'unico punto italiano conquistato da Pietrangeli in singolare). Conquista quindi il torneo di Wiesbaden, mentre a Wimbledon è costretto al ritiro al terzo turno. Medesimo risultato viene raggiunto in doppio in coppia con Sirola. Raggiunge la finale agli Internazionali del Belgio e vince a Gstaad. Eliminato durante le semifinali del singolare agli Assoluti, con Sirola si aggiudica per l'ottava volta il doppio. Ai Giochi del Mediterraneo, disputati a Napoli, Pietrangeli vince la medaglia d'oro in singolare battendo Manuel Santana e il bronzo in doppio, sempre con Orlando Sirola. Chiude la stagione aggiudicandosi gli Internazionali di Sicilia e gli Internazionali di Argentina, ma venendo sconfitto in finale agli Internazionali del Cile.

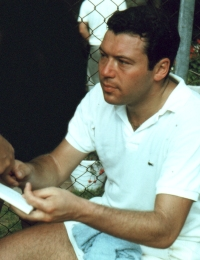
Pietrangeli nel 1964.

 Apre il 1964 con una sconfitta in finale al Torneo di Sanremo, vince poi per la terza volta gli Internazionali di Sicilia e quindi il Campionato Partenopeo di Napoli. Agli Internazionali d'Italia è costretto al ritiro al secondo turno. Al Roland Garros, accreditato della testa di serie n. 9, raggiunge la quarta finale in carriera e viene sconfitto in 4 set da Manuel Santana. Raggiunge nuovamente la finale agli Internazionali di Losanna, dove viene battuto da Rafael Osuna. A Wimbledon perde al secondo turno in singolare e al terzo in doppio, in coppia con Martin Mulligan. Raggiunge, perdendo, le finali ai tornei di Deauville e del Québec. In Coppa Davis, l'Italia, dopo le vittorie contro Egitto (4-1) e Rhodesia (5-0), viene eliminata dalla Svezia in semifinale.  Pietrangeli si ripresenta dopo molti anni agli Internazionali degli Stati Uniti ed è sconfitto al secondo turno da Mike Sangster. Torna a rivincere il titolo nazionale sia nel singolare, battendo in finale Sergio Tacchini, che nel doppio con Sirola. Rientra a fine anno nella Top 10 della classifica dei tennisti non professionisti stilata da Lance Tingay (settimo posto) e Ned Potter (ottavo).

### 1965-1966: quarto titolo agli Assoluti, finali a Monte Carlo e Roma
Pietrangeli perde in finale il Campionato Partenopeo di Napoli contro Martin Mulligan mentre agli Internazionali d'Italia elimina si arrende in semifinale al quinto set a Manuel Santana. Sia al Roland Garros che a Wimbledon esce agli ottavi di finale. In Coppa Davis dopo le polemiche di Pietrangeli sulla nomina di Fausto Gardini a capitano non giocatore e le successive dimissioni, l'Italia viene eliminata dalla Cecoslovacchia per 3-2 nei quarti di finale europei. Ad agosto si aggiudica quattro tornei su cinque finali disputate: perde a Riccio da Beppe Merlo ma si aggiudica la Coppa Lambertenghi, a Lesa, i tornei di Novara, Viareggio e Ortisei. Agli Internazionali degli Stati Uniti esce al terzo turno, sconfitto da Ronald Holmberg. Agli Assoluti, vince il titolo sia nel singolare, battendo Beppe Merlo che in doppio, nella partita di addio al tennis giocato dello storico compagno Orlando Sirola, conquistando così il loro decimo titolo insieme (undicesimo per Pietrangeli). Il finale di stagione in Sudamerica si conclude con tre vittorie su altrettanti tornei disputati: agli Internazionali d'Argentina, al Torneo di Porto Alegre e agli Internazionali di Rio de Janeiro.
Il 1966 inizia con le vittorie a Sassari, al Torneo Parioli (il circolo romano dove Nicola è cresciuto) e con la finale al Torneo di Monte Carlo, dove cede a Manuel Santana. Pietrangeli conquista poi per la quarta volta il Campionato Partenopeo e raggiunge la sua quarta finale agli Internazionali d'Italia dove viene sconfitto da Tony Roche in tre set. Rifiuta nuovamente l'offerta di passare al professionismo ed esce al terzo turno nello slam parigino e all'esordio a Wimbledon. Vince il Torneo di Gottsaker, mentre perde le finali del torneo di Ortisei e degli Internazionali di Jugoslavia. In Coppa Davis, dopo le vittorie in singolare contro l’Unione Sovietica, Pietrangeli perde il punto decisivo contro Drysdale e l'Italia viene sconfitta in semifinale dal Sudafrica. Agli Assoluti Pietrangeli viene sconfitto in finale da Giordano Maioli.

### 1967-1968: nuove vittorie a Monte Carlo e agli Assoluti
La stagione inizia con la finale del Torneo minore di Napoli e con la seconda vittoria consecutiva al torneo Parioli. Si aggiudica il Torneo di Montecarlo, superando Martin Mulligan in finale e vincendo per la seconda volta in carriera il titolo nel Principato. Pietrangeli verrà poi sconfitto da Mulligan nelle successive finali, prima al torneo di Catania e poi al Campionato Partenopeo. Raggiunge la semifinale agli Internazionali d'Italia e il terzo turno al Roland Garros. Eliminato al secondo turno a Wimbledon, in agosto raggiunge e perde la finale a Senigallia e la semifinale al torneo di Viareggio. I Giochi del Mediterraneo, allestiti a Tunisi, vedono il campione uscente Pietrangeli eliminato nei quarti da José Luis Arilla. In Coppa Davis dopo le vittorie contro Austria e Lussemburgo, l'Italia viene sconfitta in semifinale dal Brasile. Agli Assoluti, Pietrangeli si aggiudica per la prima volta tutti i titoli assoluti in palio: il singolare contro Giordano Maioli; il doppio, in coppia con Sergio Tacchini e per la prima volta il doppio misto, con Lea Pericoli.
Nella primavera 1968, Pietrangeli vince il torneo minore di Napoli, battendo in finale l'inglese John Barrett. Si aggiudica per la terza volta il Torneo di Monte Carlo, senza perdere un set, sconfiggendo in finale Alexander Metreveli. Perde in finale da Martin Mulligan al Torneo Partenopeo e giunge ai quarti di finale agli Internazionali d'Italia, dove cede a Bob Hewitt in tre set. Al primo Roland Garros dell'era Open, decide di dare forfait nel match di esordio, mentre a Wimbledon viene eliminato al primo turno dal britannico Geoff Bluett. In Coppa Davis, ancora riservata ai soli "dilettanti", l'Italia vince per 5-0 contro l’Ungheria e il Principato di Monaco e per 3-2 la semifinale contro l'Unione Sovietica, perdendo poi la finale europea a Barcellona contro la Spagna. Agli Assoluti, dopo aver incontrato per la prima volta in carriera un giovane Adriano Panatta, Pietrangeli si aggiudica nuovamente il titolo del singolare battendo Eugenio Castigliano in finale, oltre al doppio in coppia con Sergio Tacchini. Partecipa al Torneo dimostrativo di tennis alle Olimpiadi di Città del Messico e conquista la medaglia di bronzo, perdendo in semifinale da Rafael Osuna.

### 1969-1971: settimo titolo agli Assoluti, Internazionali del Libano, Coppa del Re di Svezia
Per continuare a giocare la Coppa Davis, che resta riservata agli amatori, Pietrangeli salta quasi tutto il 1969, non partecipando alla maggior parte dei tornei Open. Al Foro Italico viene eliminato al secondo turno; successivamente è sconfitto all'esordio sia al Roland Garros che a Wimbledon. In Coppa Davis, dopo le vittorie contro il Belgio e l'Austria, l'Italia viene sconfitta in semifinale dall'Unione Sovietica. Si aggiudica il settimo titolo assoluto in singolare ai campionati italiani.
Nel maggio del 1970, Pietrangeli vince gli Internazionali del Libano, battendo in finale Barry Phillips-Moore. Al Foro Italico, è eliminato al secondo turno da Bill Bowrey. Al Roland Garros giunge sino al terzo turno. Agli Assoluti viene sconfitto in finale al quinto set da Adriano Panatta.
Nel 1971, al Foro Italico, si ritira nel secondo turno. È nuovamente convocato in Coppa Davis, dove gioca i suoi ultimi match in singolare contro la Serbia. Al Roland Garros raggiunge il terzo turno, mentre al Torneo di Bolzano viene sconfitto in finale dove perde da Barry Phillips-Moore. È nuovamente sconfitto in finale al quinto set da Adriano Panatta agli Assoluti. A novembre, Pietrangeli gioca per la prima volta in doppio con Panatta nel torneo WCT di Bologna, mentre a dicembre, sempre in coppia con Panatta, si aggiudica per la prima volta la Coppa del Re di Svezia.

### 1972-1977: gli ultimi anni

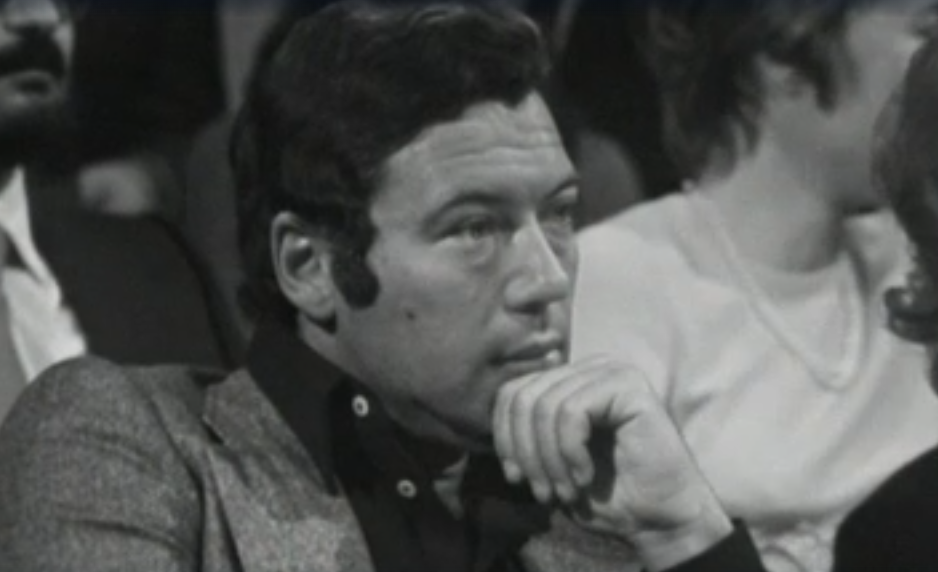
Nicola Pietrangeli ospite a Canzonissima 1972

Nel 1972, agli Internazionali d'Italia, Pietrangeli non va oltre al primo turno. Al Roland Garros raggiunge gli ottavi di finale e si ferma al terzo turno a Wimbledon; in entrambi i tornei viene eliminato da Manuel Orantes. In Coppa Davis disputa le ultime partite di doppio in carriera, anche nell’inedita veste di capitano-giocatore. L'Italia viene sconfitta nella semifinale della Zona A europea dalla Romania. Agli Assoluti è eliminato in semifinale in singolare e vince, insieme a Panatta, il suo quattordicesimo titolo in doppio (ventidue complessivi, di cui sette in singolare e uno nel misto). 
Nel 1973 disputa i suoi ultimi incontri come singolarista al Foro Italico, al Roland Garros e a Wimbledon, prima di ritirarsi come singolarista nel 1974. Partecipa ad alcuni tornei di doppio in coppia con Adriano Panatta sino al 1977. L'ultimo incontro ufficiale in carriera è il secondo turno degli US Open del 1977, in doppio con Panatta, contro la coppia formata da Belus Prajoux e Hans Gildemeister.

### Capitano non giocatore della squadra nazionale e la conquista della Coppa Davis

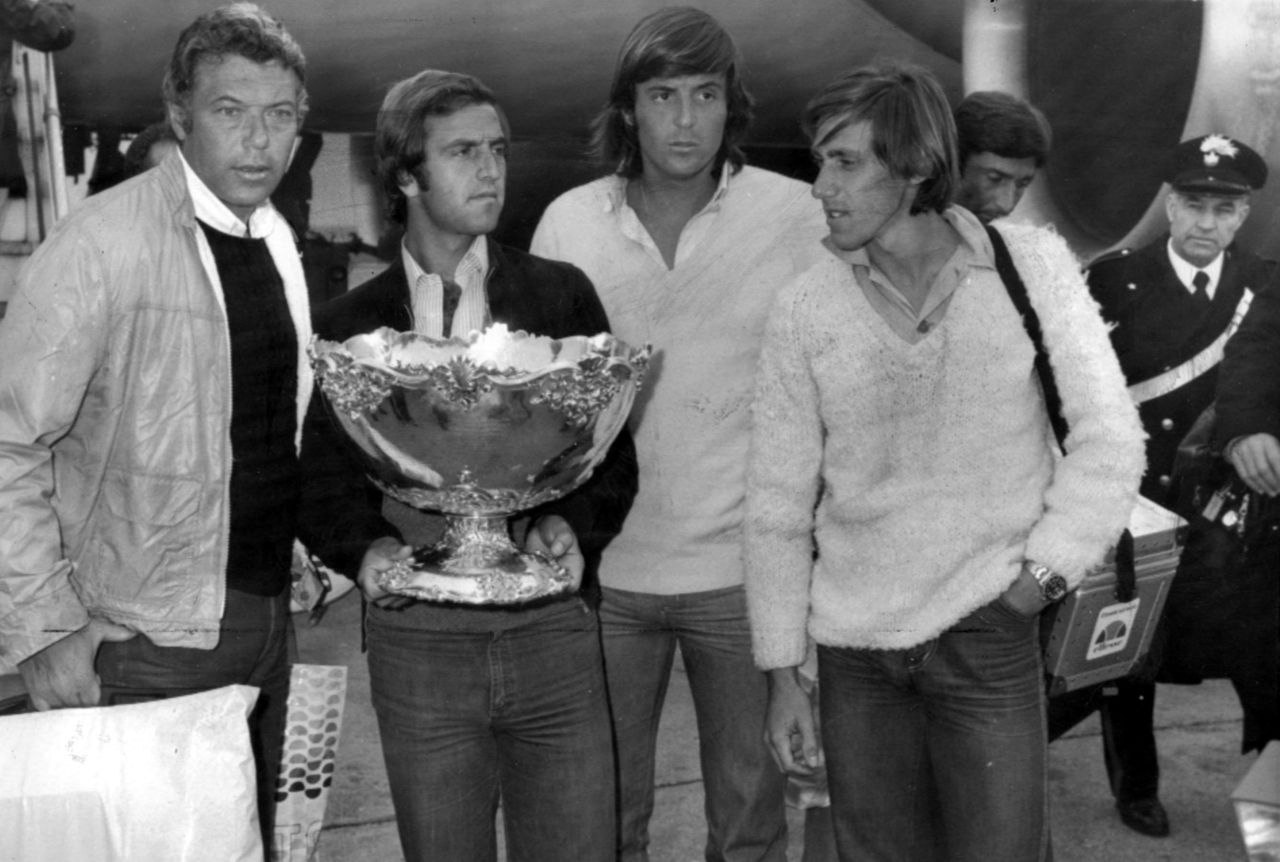
Da sinistra: Pietrangeli, capitano non giocatore della squadra italiana di Coppa Davis, posa insieme a Bertolucci, Panatta e Barazzutti col trofeo dell'edizione 1976.

Nel marzo del 1976 Pietrangeli succede a Fausto Gardini come capitano non giocatore della squadra italiana di Coppa Davis, ferma restando la conferma della direzione del settore tecnico in capo a Mario Belardinelli. Dopo l'eliminazione subita nella stagione precedente per mano della Francia, Pietrangeli punta su Adriano Panatta, Paolo Bertolucci, Corrado Barazzutti e Tonino Zugarelli. In agosto decide di schierare Zugarelli nella finale europea contro la Gran Bretagna. La scelta si rivela felice, con Zugarelli che vince entrambi i singolari e l'Italia supera il turno. In settembre l'Italia ospita nella semifinale interzone l'Australia. La squadra italiana vince 4-1, grazie alle vittorie di Panatta e Barazzutti contro John Newcombe e del doppio Panatta / Bertolucci contro Newcombe e Roche. L'Italia giunge per la terza volta nella sua storia alla finale di Coppa Davis ma, a questo punto, sorgono problemi politici: l’avversario è infatti il Cile, governato dal dittatore Augusto Pinochet e l'incontro deve essere disputato a Santiago. Nonostante alcuni pareri contrari alla partecipazione, il 19 dicembre 1976, l'Italia disputa la finale all’Estadio Nacional. Qui, i cosiddetti Quattro Moschettieri, vinceranno per 4-1 contro il Cile; si tratta della prima Coppa Davis nella storia del tennis italiano.
L'anno successivo, Pietrangeli ottiene un contratto da capitano non giocatore sino al 1980. Belardinelli, in aprile, dà le dimissioni. L'Italia, dopo le vittorie contro Svezia e Spagna, raggiunge nuovamente la finale contro l'Australia, stavolta perdendo per 3-1. La stagione è caratterizzata da incomprensioni con Zugarelli e polemiche contro Pietrangeli per via di una sponsorizzazione da lui ottenuta dalla Martini & Rossi. Il Consiglio Federale lo esonera anticipatamente per motivazioni extrasportive. 

## Caratteristiche tecniche
Incontrista, prediligeva la terra battuta. Aveva nel rovescio a una mano il suo colpo migliore e disponeva di un ottimo tocco di palla e di una brillante tenuta atletica, oltre a un buon gioco di volo, qualità che ne hanno fatto uno dei migliori giocatori della sua epoca. Insieme a Rafael Osuna, Ramanathan e Ramesh Krishnan, è stato uno degli esponenti di rilievo dello stile tennistico basato sull'eleganza. Era un fondocampista abile anche sotto rete. Era solito variare effetti e traiettorie con un colpo di polso; Gianni Clerici definiva "indecifrabile" il suo passante di rovescio. Aveva nel diritto il colpo meno naturale.

## Statistiche

### Tornei dello Slam

#### Vittorie (2)
| Nr. | Data           | Torneo                    | Superficie  | Avversario  | Punteggio               |
| 1.  | 31 maggio 1959 | Roland Garros, Parigi     | Terra rossa | Ian Vermaak | 3-6, 6-3, 6-4, 6-1      |
| 2.  | 28 maggio 1960 | Roland Garros, Parigi (2) | Terra rossa | Luis Ayala  | 3-6, 6-3, 6-4, 4-6, 6-3 |

#### Finali perse (2)
| Nr. | Data           | Torneo                | Superficie  | Avversario     | Punteggio               |
| 1.  | 27 maggio 1961 | Roland Garros, Parigi | Terra rossa | Manuel Santana | 6–4, 1–6, 6–3, 0–6, 2–6 |
| 2.  | 30 maggio 1964 | Roland Garros, Parigi | Terra rossa | Manuel Santana | 3-6, 1-6, 6-4, 5-7      |

## Riconoscimenti
- Nel 1981 ha vinto il Telegatto per il programma radiofonico Carta Bianca, con Gianni Rivera e Lea Pericoli.[47]
- Nel 1986, primo tennista italiano, è stato introdotto nella International Tennis Hall of Fame.[8]
- Ha vinto due volte il "Granchio d'oro" come sportivo più elegante d'Italia.[48]
- È stato intitolato a Nicola Pietrangeli il vecchio campo centrale del Foro Italico di Roma.
- Nel maggio 2015, una targa a lui dedicata è stata inserita nella Walk of Fame dello sport italiano a Roma, riservata agli ex-atleti italiani che si sono distinti in campo internazionale.[49][50]
- Il 16 luglio 2021, a Roma, è stato nominato socio benemerito ANC (Associazione Nazionale Carabinieri), ricevendo il diploma.[51]